# Municipio de Greenfield (condado de Monroe)
El municipio de Greenfield (en inglés: Greenfield Township) es un municipio ubicado en el condado de Monroe en el estado estadounidense de Arkansas. En el año 2020 tenía una población de 172 habitantes y una densidad poblacional de 4,54 personas por km².

## Geografía
El municipio de Greenfield se encuentra ubicado en las coordenadas 34°57′22″N 91°10′40″O / 34.95611, -91.17778. Según la Oficina del Censo de los Estados Unidos, el municipio tiene una superficie total de 37.87 km², de la cual 37,55 km² corresponden a tierra firme y (0,84 %) 0,32 km² es agua.

## Demografía
Según el censo de 2010, había 232 personas residiendo en el municipio de Greenfield. La densidad de población era de 6,13 hab./km². De los 232 habitantes, el municipio de Greenfield estaba compuesto por el 69,83 % blancos, el 30,17 % eran afroamericanos. Del total de la población el 0 % eran hispanos o latinos de cualquier raza.